# Dubrowka (Smietaninskoje)
Dubrowka (ros. Дубровка) – wieś (ros. деревня, trb. dieriewnia) w zachodniej Rosji, w osiedlu wiejskim Smietaninskoje rejonu smoleńskiego w obwodzie smoleńskim.

## Geografia
Miejscowość położona jest w dorzeczu Kuprinki, 4,5 km od drogi federalnej R120 (Orzeł – Briańsk – Smoleńsk – Witebsk), 5 km od drogi magistralnej M1 «Białoruś», 8 km od centrum administracyjnego osiedla wiejskiego (Smietanino), 31,5 km od centrum Smoleńska.
W granicach miejscowości znajduje się 12 posesji.

## Demografia
W 2010 r. miejscowość zamieszkiwała 1 osoba.